# Retropluma
Retropluma is een geslacht van kreeftachtigen uit de klasse van de Malacostraca (hogere kreeftachtigen).

## Soorten
- Retropluma denticulata Rathbun, 1932
- Retropluma notopus (Alcock & Anderson, 1894)
- Retropluma planiforma Kensley, 1969
- Retropluma plumosa Tesch, 1918
- Retropluma quadrata Saint Laurent, 1989
- Retropluma serenei Saint Laurent, 1989
- Retropluma solomonensis McLay, 2006